# Лозовеньківський проспект
Лозовеньківський проспект - проспект у Харкові, що проходить через Холодногірський, Шевченківський та Київський район. Починається від моста через річку Лопань і закінчується на перетені з Харківським шосе. Утворений з частини кільцевої дороги за рішенням міської ради 27 лютого 2013 року.

## Розташування
Лозовеньківський проспект розташований одразу в трьох районах міста, а саме - Холодногірському, Шевченківському та Київському. Він перетинає по мосту залізну дорогу та проходить під транспортною розв'язкою яка веде в бік Дергачів. Проходить вздовж Олексіївки, лісопарку та П'ятихаток й закінчується на перетині з Харківським шосе. Довжина проспекту за картою 10,3 км, але на сайті Харківської міської ради в статті про його створення вказана довжина 11,2 км.

## Назва
Проспект отримав назву від місцевості відомої серед населення як Лозовеньки.

## Історія
27 лютого 2013 року, в ході чергової сесії міської ради прийнято рішення про утворення Лозовеньківського проспекту.